# Wahlsystem (Neuseeland)

Coat of Arms of New Zealand

Das Wahlsystem in Neuseeland basiert auf dem Mixed-Member Proportional Wahlsystem (MMP), das von den neuseeländischen Wählern am 6. November 1993 mit einer Mehrheit von 53,9 % der abgegebenen Stimmen per bindendem Referendum ausgewählt und am 12. Oktober 1996 bei der Wahl zum House of Representatives (General Election) erstmals angewandt wurde.

## Das Wahlsystem heute
Die Wahlen zum neuseeländischen House of Representatives, das 120 Sitze zu vergeben hat, finden regulär alle drei Jahre statt. 72 Repräsentanten werden über Wahlkreise (Electorates) nach dem Mehrheitswahlprinzip direkt gewählt und die restlichen 48 Sitze entsprechend der Stimmenanteile der Parteien an die Kandidaten vergeben, die von den Parteien auf ihren Wahllisten aufgestellt wurden. Verglichen mit dem Wahlsystem zum deutschen Bundestag, bei dem 50 % der Sitze über Direktmandate vergeben werden und die andere Hälfte über die Landeslisten der Parteien, legt das Wahlsystem von Neuseeland mit 59,2 % direkt vergebener Sitze eine etwas größere Gewichtung auf die Direktmandate.
16 der 72 Wahlkreise liegen auf der Südinsel und 49 Wahlkreise repräsentieren die Nordinsel. Die Māori verfügen über sieben eigene Wahlkreise, sogenannte Māori Electorates, sechs auf der Nordinsel, einen auf der Südinsel.

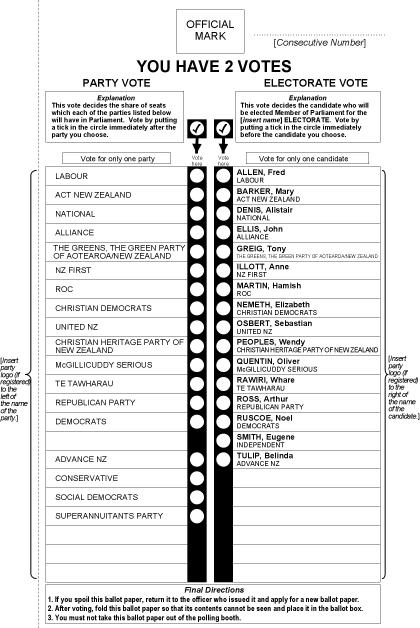
Wahlzettel zur General Election

Um im Parlament vertreten zu sein, müssen Parteien zwei Hürden überwinden. Sie müssen einen Anteil von mindestens 5 % der abgegebenen Stimmen erhalten oder mindestens einen Sitz über ein Direktmandat eines Wahlkreises gewinnen. Im letzteren Fall wird auch der Stimmenanteil von unter 5 % bei der Sitzverteilung gewertet. Die Verteilung der 120 Parlamentssitze erfolgt nach dem Stimmenanteil, den die jeweiligen Parteien auf sich vereinigen konnten. Ausgewertet und verteilt werden die Sitze nach dem Sainte-Laguë-Verfahren.
Erringt eine Partei weniger Direktmandate, als ihr nach dem Ergebnis der Verhältniswahl zustehen würde, zählen die Sitze entsprechend dem Stimmenanteil der Partei, erringt sie mehr Direktmandate, als ihr nach dem Ergebnis der Verhältniswahl zustehen würde, werden die gewonnenen Mandate als sogenannte Überhangmandate gewertet und zugelassen. Dadurch kann die Anzahl der Parlamentssitze entsprechend der Anzahl der Überhangmandate über 120 Sitzen liegen.
Jeder Wähler hat somit zwei Stimmen zu vergeben, eine für einen Direktkandidaten und eine Stimme für eine Partei. Der Wahlzettel ist dazu entsprechend in zwei Spalten aufgeteilt. Mehrere Kreuze in einer Spalte machen den Wahlzettel ungültig.
Wahlberechtigt ist jeder, der das 18. Lebensjahr erreicht hat, die neuseeländische Staatsbürgerschaft besitzt oder den Status eines permanent resident (vergleichbar einer Niederlassungserlaubnis in Deutschland) hat. Auch Personen, die mehr als ein Jahr in Neuseeland gelebt haben und sich nicht länger als 12 Monate im Ausland befinden, können zur Wahl zugelassen werden. Neuseeländern, die länger als drei Jahre im Ausland leben, ist das Recht zur Wahl verwehrt. Auch Menschen, die im Gefängnis einsitzen, haben seit 2010 grundsätzlich kein Recht mehr zu wählen. Davor galt der Ausschluss nur für Gefängnisinsassen, die für drei Jahre und länger verurteilt waren.
Voraussetzung für die Teilnahme Wahlberechtigter an Wahlen ist, sich vorher zur Wahl anzumelden und in die Wählerliste eintragen zu lassen. Ohne eine Anmeldung, die „Enrolment“ genannt wird, kann man in Neuseeland nicht wählen.

## Geschichte

### Wahlsystem
Erste Wahlen wurden in Neuseeland 1853 abgehalten. Die mit dem New Zealand Constitution Act of 1846 errichteten Provinzen New Ulster und New Munster sollten eine erste, mit eignen Rechten versehene Provinzregierung bekommen. Doch noch bevor Wahlen abgehalten werden konnten, wurden die beiden Provinzen mit dem New Zealand Constitution Act 1852 durch eine Aufteilung in sechs neue Provinzen ersetzt. Jede Provinz erhielt einen Superintendenten und Provincial Council (Provinzrat), die direkt für vier Jahre gewählt wurden. Am 12. Oktober 1875 wurden die Provinzen mit dem Abolition of Provinces Act wieder abgeschafft.
Mit der ersten Wahl zum House of Representatives für die gesamte Kolonie, bei der 37 Sitze als Direktmandat zu vergeben waren, wurde 1853 das britische Wahlsystem übernommen, das auch unter dem Begriff „first past the post“ (FPP) (sinngemäß übersetzt: der Erste erreicht den Pfosten) bekannt ist. Das Wahlsystem basierte auf dem Prinzip der einfachen Mehrheit, bei dem die Kandidaten der jeweiligen Wahlkreise gewählt wurden, die die einfache Mehrheit der abgegebenen Stimmen auf sich vereinigen konnten. Dieses System galt allerdings nur für 12 von insgesamt 24 Wahlkreisen. Bei den anderen 12 Wahlkreisen konnten zwei oder gar drei Kandidaten gewählt werden.
1881 wurde mit dem Representation Act of 1881 die Anzahl der Wahlkreise für Europäer auf 91 erhöht und das Wahlsystem mit nur einem wählbaren Kandidaten pro Wahlkreis landesweit eingeführt. Doch 1889 kehrte man wieder zu dem vorherigen System zurück, weil man Minderheiten nicht genügend repräsentiert sah. Nur vier Jahre später führte man das System von 1881 wieder ein.
1908 wurde von der Regierung unter der Liberal Party mit dem Second Ballot Act 1908 das FPP-System dahingehend geändert, dass, wenn ein Kandidat eines Wahlkreises nicht die absolute Mehrheit der Stimmen auf sich vereinigen konnte, in einem zweiten Wahlgang eine Stichwahl zwischen den beiden Erstplatzierten durchgeführt werden musste. Dieses Wahlsystem fand in der General Election 1908 und 1911 Anwendung, wurde aber 1913 wieder abgeschafft und durch das FPP-System ersetzt.
Die Nachteile des FPP-Systems, das größere Parteien bevorzugt und ein 2-Parteien-System schafft, in dem eine Partei die Regierung stellt und die andere Partei die Opposition, gab über viele Jahre immer wieder Stoff für Diskussionen. Doch Versuche das Wahlsystem gegen das Verhältniswahlsystem auszutauschen, schlugen immer wieder fehl.
Ausschlaggebend für einen Wandel in der öffentlichen Meinung war schließlich die zunehmend mangelnde Repräsentation des Wählerwillens in den 1970er und 1980er Jahren. In der General Election von 1978 erreichte die Labour Party einen Stimmenanteil von 40,4 %, gegenüber der National Party mit 39,8 %. Trotzdem Labour also nach seinem Stimmenanteil stärkste Partei wurde, erreichte die National Party auf Grund der gewonnenen Direktmandate 11 Sitze mehr und konnte so die Regierung stellen. Ein ähnliches Missverhältnis entstand 1981. Erst nachdem Labour 1984 auch die Mehrzahl an Direktmandate gewinnen konnte, konnte es die Regierung stellen. Unter dem Premierminister David Lange ging Labour dann umgehend zahlreiche Reformen an, darunter auch die des Wahlrechts.
Am 11. Dezember 1986 übergab die Royal Commission on the Electoral System ihr Gutachten zur Änderung des neuseeländischen Wahlsystems. Infolgedessen wurde 1993 ein bindendes Referendum darüber abgehalten, ob Neuseeland das Mixed Member Proportional Wahlsystem (MMP) einführen soll, oder nicht. Rund 53,9 % der Wähler sprachen sich seinerzeit bei einer Wahlbeteiligung von 85,2 % für das MMP-System aus. Damit war die Einführung des MMP-Systems beschlossen und wurde am 12. Oktober 1996 erstmals zur Wahl angewendet.

### Wahlrecht
Das erste zugestandene Wahlrecht in Neuseeland erhielten 1853 nur Männer, die 21 Jahre und älter waren und über einen Grundbesitz in der jeweiligen Provinz im Wert von mindestens 50 Pfund verfügten oder ein Anwesen im Wert von 10 Pfund pro Jahr angemietet hatten. Frauen durften nicht wählen und Māori konnten zumeist nicht wählen, da sie im Sinne europäischer Denkweise einzeln kein Land besaßen, sondern ihr Land der gesamten Gemeinschaft gehörte.
1858 wurde das Wahlrecht auf Männer ausgedehnt, die ein Haus für mindestens 5 Pfund pro Jahr gemietet hatten. Diese Regelung trug dem wachsenden Anteil an Stadtbewohnern Rechnung.
1862 folgte das Wahlrecht für Goldsucher in den Goldfeldern der Region Otago. Mit dem Miners Franchise Act bekamen alle Goldsucher das Recht zwei Repräsentanten der Goldfelder zu wählen, die über mindestens drei Monate das Recht besaßen, Gold zu schürfen. Da aber durch den Goldrausch in Otago die Zahl der Goldsucher sprunghaft anstieg, änderte man die Regel mit dem Schürfrecht schnell auf sechs Monate.
1867 bekamen alle männlichen Māori, die über 21 Jahre alt waren, das Recht aus ihrem Kreis vier Kandidaten zum House of Representatives wählen zu dürfen. 1879 wurde das Wahlrecht ohne weitere Bedingungen auf alle Männer über 21 Jahre erweitert. 1893 wurde Frauen mit demselben Alterslimit das Wahlrecht zugesprochen. Neuseeland war damit das erste Land mit einer Selbstverwaltung, in dem Frauen wählen gehen durften. 1919 erhielten sie dann auch das passive Wahlrecht, konnten somit in das House of Representatives gewählt werden.
1969 wurde das Wahlrechtsalter auf 20 Jahre gesenkt, 1974 ein weiteres Mal auf 18 Jahre.
Seit je her gilt in Neuseeland die Regelung, dass nur diejenigen, die das Wahlrecht besitzen, wählen dürfen, wenn sie sich vorher für ihren Wahlbezirk haben registrieren lassen.

## Referendum 2011
Am 26. November 2011 wurde über das Wahlsystem Neuseelands abgestimmt. Zur Abstimmung standen die Fragen:
- Soll Neuseeland das Mixed Member Proportional (MMP) Abstimmungssystem behalten?
- Wenn Neuseeland zu einem anderen Wahlsystem wechseln sollte, welches Wahlsystem würden Sie wählen?
  - First Past the Post (FPP) - (ein Kandidat pro Wahlkreis mit einfacher Mehrheit)
  - Preferential Voting (PV) - (Bevorzugte Wahl)
  - Single Transferable Vote (STV) - (Einzeln übertragbare Stimme)
  - Supplementary Member (SM) - (Zusätzliches Mitglied)
  - Informal Votes - (Informelle Stimmen) - (Eine informelle Stimme ist, wenn der Wähler sich nicht für eine der vorgenannten Optionen eindeutig entscheiden konnte)[1]

Bei einer Wahlbeteiligung von 74,2 % stimmten 56,17 % der Wahlberechtigten für die Beibehaltung des MMP-Wahlsystems. Auf die zweite Frage entschieden sich 31,19 % für das First Past the Post Wahlsystem, 8,34 % für das Preferential Voting System, 11,19 % für das Single Transferable Vote System und 16,14 % für das Supplementary Member System. 33,14 %  entschieden sich auf dem Stimmzettel nicht eindeutig und wurden damit als ungültige Stimmabgabe gewertet.